# Josep Seguer
Josep Seguer Sans  (Parets del Vallès, 6 mei 1923 – Vandellòs i l'Hospitalet de l'Infant, 1 januari 2014) was een Spaans voetballer.
Seguer begon zijn loopbaan in 1942 bij EC Granollers. Hij was verdediger en speelde van 1943 tot 1957 bij FC Barcelona 470 wedstrijden, waarbij hij 133 keer scoorde. Voor het Spaans voetbalelftal kwam hij vier keer uit. Bij zijn debuut in 1952 werd Ierland verslagen met 6-0.
Hij speelde van 1957 tot 1959 ook nog even bij Real Betis in Sevilla. Seguer werd vijf keer landskampioen en won vier keer de Spaanse Beker. Daarna was hij coach bij Real Betis, UE Lleida en in 1969/1970 interim-coach bij FC Barcelona. Hij werd daarna assistent van Vic Buckingham.
Seguer overleed op nieuwjaarsdag 2014 op 90-jarige leeftijd.